# Batignolles-Châtillon 25t
Batignolles-Châtillon 25t – prototyp francuskiego czołgu średniego produkowany w 1954 roku. Maszyna została poddana testom, ale nigdy nie weszła do produkcji seryjnej ani do czynnej służby. 

## Historia
W latach pięćdziesiątych fabryka Batignolles-Châtillon podjęła decyzję o rozwoju czołgu podstawowego dla armii francuskiej w oparciu o projekt AMX-13.  Jednym z nich był wybudowany w 1954 roku prototyp czołgu średniego o roboczej nazwie Batignolles-Châtillon 25t. Posiada on bardzo płaski kadłub z maksymalnym pancerzem wynoszącym 60 mm, sześć kół z zawieszeniem hydraulicznym i oscylacyjną wieżą z automatycznym załadunkiem, jak w AMX-13. Uzbrojenie stanowiła armata czołgowa F3 kalibru 90 mm. Prędkość początkowa wystrzelonego pocisku wynosiła ok. 930 m/s. Natomiast waga czołgu nie przekraczała 25 ton. Batignolles-Châtillon 25t posiadał 12-cylindrowy silnik wysokoprężny Hispano-Suiza HS 110 o mocy 720KM, dzięki czemu rozwijał prędkość maksymalną 65 km/h. Załoga składała się z czterech osób: dowódcy, strzelca w wieży, kierowcy oraz radiooperatora.  Zbudowano dwa prototypy. Znajdują się one w Musée des Blindés w Saumur.